# The Guilty (2021)
The Guilty ist ein US-amerikanischer Thriller von Antoine Fuqua, der im September 2021 beim Toronto International Film Festival seine Premiere feierte und in das Programm von Netflix aufgenommen wurde. Es handelt sich bei dem Film um ein Remake von The Guilty von Gustav Möller aus dem Jahr 2018.

## Handlung
Der Polizist Joe Baylor wurde zum Innendienst in die Einsatzleitstelle versetzt, da gegen ihn ein Gerichtsverfahren läuft. Sein Prozess soll am folgenden Tag stattfinden.
Während seiner Nachtschicht in der Leitstelle von Los Angeles ruft eine Frau namens Emily über ihr Mobiltelefon an. Sie kann nur verklausuliert sprechen und Joe nimmt an, sie sei in einem Van entführt worden. Ausgehend vom Standort der Mobilfunkzelle und Emilys Beobachtungen schickt er einen Streifenwagen in ihre Richtung. Die Sicht ist aufgrund eines Waldbrandes am Stadtrand jedoch stark eingeschränkt; die Überprüfung eines ähnlichen Fahrzeugs durch die Beamten erweist sich als Fehlschlag.
Da im Einsatzleitsystem auch Emilys Festnetznummer registriert ist, ruft Joe dort an und kann mit ihrer kleinen Tochter Abby sprechen. Abby nennt Joe die Telefonnummer ihres Vaters Henry, über die er feststellen kann, dass jener in der Vergangenheit bereits wegen diverser Gewaltverbrechen verurteilt und inhaftiert worden war, was ihn in seiner Meinung, der Vater Henry sei der Entführer, bestärkt.
Eine von Joe alarmierte Streife hat mittlerweile Emilys Wohnhaus erreicht. Joe kann die kleine Abby überzeugen, den Beamten die Tür zu öffnen und ihnen das Telefon zu geben. Es stellt sich heraus, dass Abbys Kleider blutverschmiert sind. Joe weist die Beamten an, das Haus zu durchsuchen. Im Schlafzimmer finden sie Abbys kleinen Bruder Oliver reglos mit aufgeschnittenem Bauch vor. Die Verbindung bricht daraufhin ab.
Joe ruft Emily an und weist sie an, die Handbremse bei laufender Fahrt zu ziehen. Die Aktion schlägt fehl; sie wird daraufhin in den Laderaum des Fahrzeugs gesperrt. Joe ermutigt sie, Henry mit einem Ziegelstein niederzuschlagen, sobald jener die Tür öffne. Während dieses Gesprächs erzählt Emily von ihrem Sohn Oliver und „Schlangen“ in dessen Bauch. Sie habe sie rausgeholt; es ginge ihm nun besser. Joe erkennt, dass nicht Henry, sondern Emily Olivers Bauch aufgeschnitten hat. Sprachlos bleibt er am Hörer zurück, während Emily – gemäß Joes vorigen Anweisungen – Henry mit dem Ziegelstein niederschlägt.
Indessen konnte Joes Streifenpartner Rick die Wohnung von Henry durchsuchen. Dokumente belegen, dass Emily sich in psychiatrischer Behandlung befindet. Joe ruft Henry an. Laut Einsatzleitsystem befindet jener sich in der unmittelbaren Nähe des psychiatrischen Klinikums St. Patton. Im Telefonat mit Henry stellt sich heraus, dass dessen Vorhaben einzig und allein darin bestand, Emily wieder in die Psychiatrie einzuliefern, nachdem jene Oliver den Bauch aufgeschnitten hatte.
Emily ruft in der Leitstelle an. Sie steht suizidal auf einer Autobahnbrücke. Um zu Emily durchzudringen und ihren Suizid zu verhindern, gesteht Joe, dass er selbst einen Jungen erschossen habe, was offenbar auch der Gegenstand des anstehenden Prozesses ist. Über Emilys Telefon hört Joe sich nähernde Polizeisirenen, doch die Verbindung bricht kurz darauf ab. Die Disponentin der Autobahnpolizei teilt ihm mit, dass Emily von der Brücke gestiegen sei. Sie befinde sich in Polizeigewahrsam.
Kurz darauf erfährt Joe von seiner Vorgesetzten, dass Oliver die Verletzung überlebte und sich auf der Intensivstation befindet.
Auf der Toilette bricht Joe zusammen. Er ruft Rick an, der beim anstehenden Prozess als Zeuge fungieren soll, und weist ihn an, vor Gericht die Wahrheit zu erzählen und nicht – wie offenbar vorher geplant – eine fingierte Aussage.

## Produktion
Es handelt sich bei dem Film um ein Remake von The Guilty von Gustav Möller aus dem Jahr 2018. Die Geschichte aus seinem Drehbuch wurde von Nic Pizzolatto für die Neuauflage überarbeitet. Regie führte Antoine Fuqua, der mit Pizzolatto bereits für Die glorreichen Sieben zusammenarbeitete.
Jake Gyllenhaal spielt in der Hauptrolle Joe Baylor. Mit ihm hatte Fuqua bereits die Hauptrolle in seinem Film Southpaw besetzt.
Der Film spielt – abgesehen von der kurzen Exposition mit dem Waldbrand – ausschließlich in der Einsatzleitstelle. Was außerhalb geschieht, erfährt der Zuschauer lediglich über die Telefonate und Gespräche.
Der erste Teaser-Trailer wurde Ende August 2021 vorgestellt. Die Premiere erfolgte am 10. September 2021 beim Toronto International Film Festival. Seit dem 1. Oktober ist der Film bei Netflix verfügbar.

## Rezeption
In den USA erhielt der Film von der MPAA ein R-Rating, was einer Freigabe ab 17 Jahren entspricht.
Der Film konnte bislang 74 Prozent der bei Rotten Tomatoes aufgeführten Kritiker überzeugen.
Oliver Kuba (Filmstarts) spricht in seiner Kritik von einem „ansprechend gefilmte[n] und atmosphärisch stimmige[n] Kammerspiel-Thriller“, der allerdings aufgrund „einiger unnötiger Änderungen“ eben diesem nicht das Wasser reichen könne. So werde etwa mit Waldbränden eine weitere „Bedrohungsebene“ aufgebaut, die die Handlung allerdings in keiner Weise antreibe oder voranbringe und im Grunde nicht von Relevanz sei. Während der Mittelteil des Films durch die Nähe zum dänischen Original stimmig sei, werde das Ende hingegen aufgeweicht und der Film dadurch seiner „Schlag-in-die-Magengrube-Qualität“ beraubt.
Matthias Halbig (RedaktionsNetzwerk Deutschland) legt den Finger in dieselbe Wunde. Wer das dänische Original noch nicht kenne, werde „die US-Variante des 90-minütigen Echtzeitthrillers durchaus atemlos verfolgen“ können. Die „Rabenschwärze“ der Schlusspointe sei allerdings durch einen entscheidenden Satz deutlich abgemildert worden. Halbig warnt deshalb, den Mut zu „erzählerischer Finsternis“ nicht dem Liefern von „Mainstreamlösungen“ zu opfern.
Mitte Oktober 2021 landete der Film auf Platz 1 der deutschen Netflix-Charts.